# Рейнеке-Черняковська Катерина Георгіївна
Катерина Георгіївна Рейнеке-Черняківська (1892—1942) — радянська вчений-ботанік, систематик вищих рослин.

## Біографія
Народилася 15 жовтня (за іншими даними 15 листопада) 1892 року в місті Конін Калишської губернії Російської імперії, нині на території Польщі.
Закінчила Вищі жіночі природно-наукові курси. Працювала з 1913 року співробітником Імператорського ботанічного саду (нині Ботанічний сад Петра Великого).
У 1924 році брала участь в експедиції в Туркменську область, у 1924—1925 роках перебувала в експедиції в Персію.
Проживала в Ленінграді на 11-й лінії Василівського острова, будинок 42, а також на вулиці Пісочній, будинок 1/2. Працювала в Гербарії Ботанічного інституту РАН. В роки блокади Ленінграда залишилася в оточеному Ленінграді. Евакуація фондів гербарію не проводилася, але найбільш цінні об'єкти були переміщені в підвал; частина колекцій була запакована і підготовлена до можливої евакуації.
Померла в 1942 році під час блокади від дистрофії. Була похована на Серафимівському кладовищі.
В архіві Санкт-Петербурзького філії Російської Академії наук є документи, що відносяться до Катерині Георгіївні Рейнеке-Черняківської.
Деякі праці:
- Черняковская Е. Г. Хорасан и Сеистан (ботанико-агрономический очерк Восточной Персии) // Труды по прикладной ботанике, генетике и селекции, вып. XXIII. — 1930.
- Черняковская Е. Г. Род красоднев Hemerocallis L // Флора СССР. М.- Л.: 1935.
- Черняковская Е. Г. Очерк растительности Копет-дага // Известия Главного Ботанического сада СССР. — 1927. — Т. 26. — Вып. 2. — С. 253—266.
- Черняковская Е. Г. Род 260. Безвременник осенний Colchicum (Tourn.) L // Флора СССР / гл. ред. В. Л. Комаров. — Л. : Изд-во АН СССР, 1935. — Т. 4. — С. 23—31. — 760, XXX с. — 5175 екз. (рос.)
- Черняковская Е. Г. Род Катран—Crambe (Tourn.) L // Флора СССР. —М. — С. 474—491.
- Черняковская Е. Г. Весенняя растительность Кара-Калпинского района // Изв. Глав. бот. сада. — 1925. — Т. 23. — №. 2.

## Види рослин, названі на честь Катерини Рейнеке-Черняківської
- Cousinia czerniakowskae[5]
- Dactylorhiza czerniakowskae[6]
- Matthiola czerniakowskae[7]
- Pyrethrum czerniakowskae[8] [≡ Tanacetum czerniakowskae]
- Veronica czerniakowskiana — Вероніка Черняковська[9]